# Балалајка
Балалајка (рус. балала́йка) је руски народни музички, жичани инструмент троугаоног облика с три жице и с покретним праговима на врату.
Појавила се око 1700. и заменила домру. Најпре је служила за пратњу певања и плеса. Постоји у шест величина (пиколо, прим, секунд, алт, бас, контрабас). Балалајка је најчешће повезана са својим препознатљивим троугластим обликом, али је одиграла главну улогу у музици Источне Европе. Најранији подаци сугеришу да се балон први пут појавио у централној Азији у два и шест жичаних облика. Балалајка је заправо руска гитара. Корене вуче из 12. века, када је врло сличила лутњи, али за стандардни облик и техничка побољшања заслужан је руски племић и свирач балалајке Вассили Вассилиевицх Андреиев, који је живео и радио крајем 19. века. Током 1880-их, Андрејев је направио стандардни балон заједно са виолинским градитељем В. Ивановим. Његова основна верзија балона препозната је по својој карактеристичној форми, са три стране проширене преко врата са стране. Касније је у Санкт-Петербургу, трговац Пасербски, направио балалајку са кроматским низом прагова и оркестралном величином која се угађала на исти начин као модерни инструменти. Најједноставнији модел је прим-балалајка, чије су двије жице подешене једнако али без обзира на то, тонски опсег глазбала је врло широк. Андрејев организује бројне традиционалне руске народне композиције, као и мелодије за оркестар, а такође саставља и ради.
Андреиев уводи још једну новину, а то је могућност бирања величине глазбала, од пиколо-балалајке до бас-балалајке, што обогаћује оснивање великих оркестара балалајке, врло често уз пратњу Бајана (руска хармоника), тамбурина, те различитих флаута и фрула.